# Zemborzyce
Zemborzyce – dawniej wieś; obecnie jej część to najbardziej rozległa dzielnica Lublina położona w południowej części miasta. Obejmuje obszary zniesionych wsi Zemborzyce Kościelne i Zemborzyce Górne oraz fragmenty (niezniesionych) wsi Zemborzyce Dolne i Zemborzyce Podleśne.

## Historia i geografia
Do 1954 roku istniała gmina Zemborzyce.
14 października 1933 wieś Zemborzyce podzielono na sześć gromad:
- cz. 1 – Zemborzyce Kościelne (+ Zemborzyce folwark i leśniczówka Dąbrowa)
- cz. 2 – Zemborzyce Górne
- cz. 3 – Zemborzyce Podleśne (+ Zemborzyce-Kolonia)
- cz. 4 – Zemborzyce Wojciechowskie
- cz. 5 – Zemborzyce Dolne
- cz. 6 – Zemborzyce Teresińskie

1 października 1974 do Lublina włączono Zemborzyce Kościelne (909 ha) i Zemborzyce Górne (505 ha). Obecnie dzielnicę Lublina stanowią także dawne części Zemborzyc Dolnych i Zemborzyc Podleśnych oraz Zemborzyce-Kolonia.
Poza Lublinem pozostały cztery wsie: Tereszyńskie, Zemborzyce Podleśne, Zemborzyce Dolne i Wojciechowskie.

## Urbanistyka
W Zemborzycach dominuje zabudowa domów jednorodzinnych, także willi. W pobliżu znajdują się tereny rekreacyjne, m.in. dolina Bystrzycy z Zalewem Zemborzyckim i las Stary Gaj.
Przy ulicy Pszczelej 8 znajduje się zabytkowy katolicko-prawosławny cmentarz, założony na początku XIX w. (nr rej.: A/947 z 15.05.1987).

## Instytucje
Od 1429 na terenie Zemborzyc istnieje Parafia pw. św. Marcina. Król uposażył ją w 4 włóki ziemi, las i łąkę. Przynależała do archidiakonatu lubelskiego diecezji krakowskiej. Dziesięcinę z Zemborzyc pobierał biskup krakowski, a także plebani – miejscowy oraz lubelski. W latach 1460–1461 funkcjonowała tam szkoła parafialna.
W Zemborzycach istnieje Szkoła Podstawowa nr 39 im. Szarych Szeregów. W Zemborzycach Tereszyńskich jest również szkoła podstawowa, nosząca imię ks. Jana Twardowskiego. Na boisku położonym przy ulicy Krężnickiej 6 mecze rozgrywa drużyna piłkarska Vrotcovia-Majdan Lublin biorąca udział w klasie B. Z sąsiedniego boiska korzystają drużyny młodzieżowe Vrotcovii Lublin

Plan dzielnicy

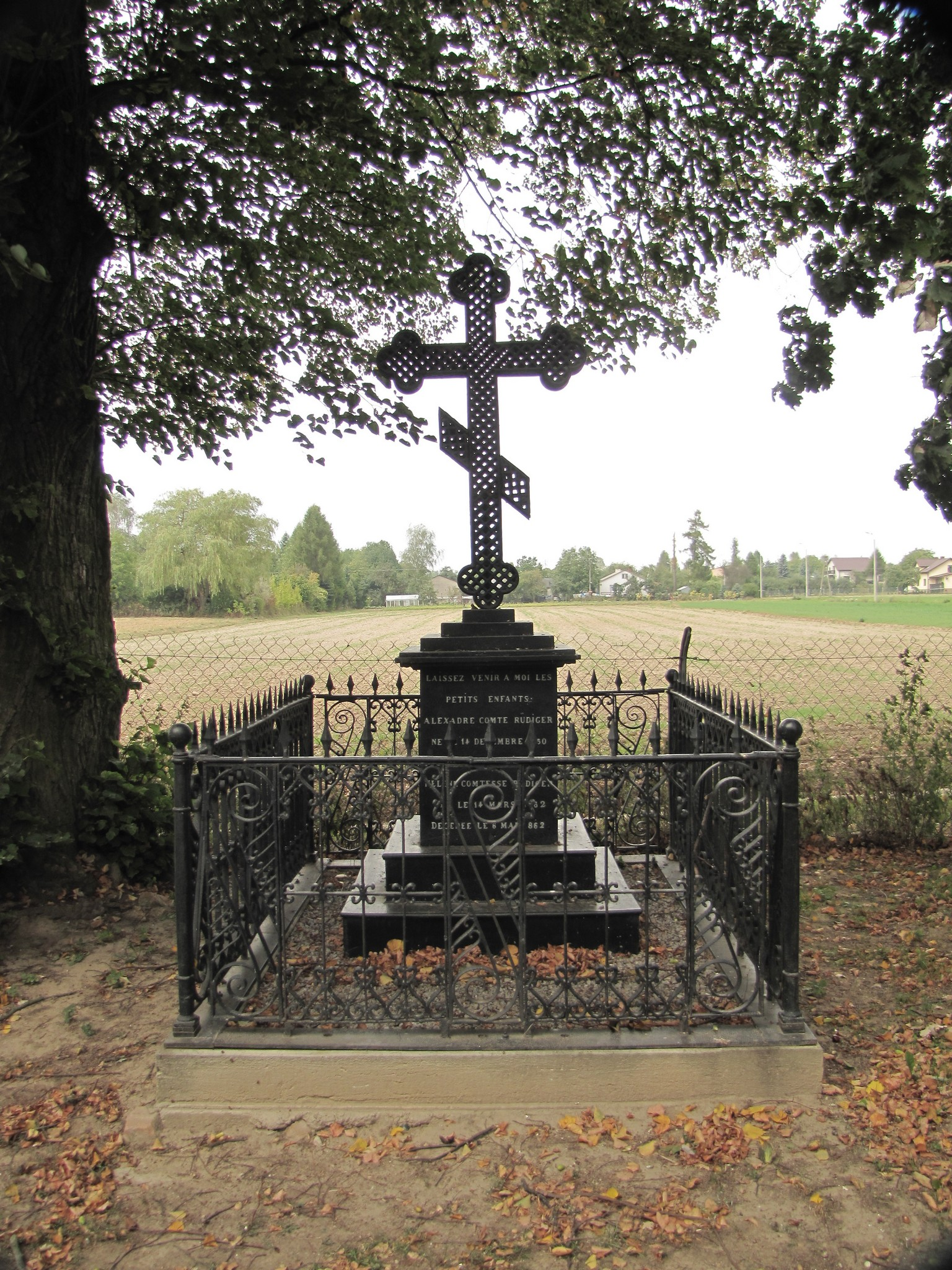
Prawosławny nagrobek na cmentarzu przy ul. Pszczelej

## Administracja
Granice administracyjne określa statut dzielnicy uchwalony 19 lutego 2009. Granice Zemborzyc tworzą: od północy tory PKP – Bystrzyca – Bystrzycą do ul. Żeglarskiej – ul. Żeglarska, od wschodu ul. Osmolicka, a od południa i zachodu granice miasta.
Powierzchnia dzielnicy wynosi 25,65 km². Według stanu na 30 czerwca 2018 na pobyt stały w Zemborzycach było zarejestrowanych 3008 osób.